# USS Belleau Wood (CVL-24)
USS Belleau Wood (CVL-24) byla lehká letadlová loď Námořnictva Spojených států amerických, která působila ve službě v letech 1943–1947. Jednalo se o třetí jednotku třídy Independence.
Loď byla objednána jako lehký křižník třídy Cleveland USS New Haven (CL-76). Její stavba byla zahájena 11. srpna 1941 v loděnici New York Naval Shipyard v New Yorku, v březnu 1942 však došlo ke změně objednávky a z budoucího křižníku New Haven se stala letadlová loď Belleau Wood s označením CV-24. K jejímu spuštění na vodu došlo 6. prosince 1942, do služby byla zařazena 31. března 1943 a v červenci toho roku byla překlasifikována na lehkou letadlovou loď CVL-24. V letech 1943–1945 se zúčastnila operací druhé světové války v Tichém oceánu, včetně bitvy ve Filipínském moři. Krátce po skončení války byla 13. ledna 1947 vyřazena a odstavena do rezerv. Roku 1953 byla poskytnuta francouzskému námořnictvu, ve kterém sloužila v letech 1953–1960 jako Bois Belleau (R97). Po návratu do USA byla roku 1960 odprodána do šrotu.